# Skoklosterdräkten
Skoklosterdräkten är en folkdräkt (eller bygdedräkt) från Sko socken i Uppland.
En folkdräkt från Sko socken på 1600-talet beskrevs år 1711. Denna beskrivning visar hur man på detta håll tidigt efter bästa förmåga försökte "imitera herreklassen". Bönderna brukade mycket höga och spetsiga hattar.